# フリッツ・ロンドン

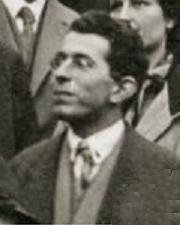
フリッツ・ロンドン

フリッツ・ロンドン（Fritz Wolfgang London, 1900年3月7日 - 1954年5月30日）は、ドイツ生まれの物理学者である。後にアメリカ合衆国に帰化した。非分極分子間に働く分子間力、ロンドン力に名前を残している。弟に同じ物理学者のハインツ・ロンドンがいる。

## 経歴
ブレスラウ（現ポーランド領ヴロツワフ）に生まれた。ボン大学、フランクフルト大学、ゲッティンゲン大学、ミュンヘン大学、パリ大学で学んだ。
1927年ヴァルター・ハイトラーと非分極分子の分子間力について量子化学的な取り扱いを行い、力の起源を解明した。
1933年から1936年までオックスフォード大学で研究し、その後パリ大学へ移った。1939年アメリカに渡りデューク大学の教授になり、1945年に市民権を得た。低温での超流動などの研究を行った。
デューク大学は3年ごとに低温科学に業績のあった科学者にフリッツ・ロンドン記念賞を授与している。